# Henryk Heber
Henryk Heber (ur. 18 listopada 1892 w Stanisławowie, zm. 4 kwietnia 1964 w Londynie) – kapitan administracji (piechoty) Wojska Polskiego.

## Życiorys
Urodził się 18 listopada 1892 w Stanisławowie. Pod koniec sierpnia 1914 zdał egzamin dojrzałości w C. K. Wyższej Szkole Realnej w Śniatynie.
W czasie I wojny światowej walczył w szeregach cesarsko-królewskiej Obrony Krajowej. Jego oddziałem macierzystym był Pułk Piechoty Obrony Krajowej Nr 28, który w 1917 został przemianowany na Pułk Strzelców Nr 28. Na stopień aspiranta oficerskiego został mianowany ze starszeństwem z 1 maja 1915, a na stopień podporucznika ze starszeństwem z 1 stycznia 1916 w korpusie oficerów rezerwy.
Po zakończeniu wojny, jako były oficer armii austriackiej został przyjęty do Wojska Polskiego i zatwierdzony do stopnia porucznika. U kresu wojny w listopadzie 1918 uczestniczył w obronie Lwowa w 1918 w trakcie wojny polsko-ukraińskiej. Został awansowany na stopień kapitana piechoty ze starszeństwem z dniem 1 lipca 1919. Od czerwca 1921 do czerwca 1922 był historycznie pierwszym dowódcą 11 Batalionu Celnego w Kołomyi. W późniejszych latach 20 XX w. i 30 XX w. był oficerem 49 Pułk Piechoty w Kołomyi. W grudniu 1932 ogłoszono jego przeniesienie z 49 pp do Powiatowej Komendy Uzupełnień Kołomyja I na stanowisko kierownika referatu. W 1939 był kierownikiem I referatu ewidencji w Komendzie Rejonu Uzupełnień Kołomyja I.
Po zakończeniu II wojny światowej pozostał na emigracji w Wielkiej Brytanii. Zmarł po długiej chorobie 4 kwietnia 1964 w Londynie.
Jego żoną była pochodząca z rodziny ormiańskiej Stefania z domu Amirowicz (siostra ostatniego proboszcza w Śniatynie, ks. Kajetana Amirowicza), która w 1940 została deportowana w głąb ZSRR, zmarła w 1971 w wieku 77 lat. Mieli dwóch synów.

## Ordery i odznaczenia
- Krzyż Walecznych (przed 1923)[6]
- Srebrny Krzyż Zasługi[18]
- Signum Laudis Srebrny Medal Zasługi Wojskowej z mieczami na wstążce Krzyża Zasługi Wojskowej[4]
- Signum Laudis Brązowy Medal Zasługi Wojskowej z mieczami na wstążce Krzyża Zasługi Wojskowej[4]
- Brązowy Medal Waleczności[4]